# ABA Liga 2
La ABA Liga 2 o Segunda división de ABA League es la segunda división de baloncesto masculino de la Liga Adriatica. Es dirigida por la ABA League JTD. Se trata de una competición regional entre equipos de 6 países: Bosnia y Herzegovina, Croacia, Eslovenia, Macedonia del Norte, Montenegro y Serbia.

## Historia
La asamblea de la ABA League, celebrada el 24 de julio de 2017 en Belgrado, Serbia, se decidió a organizar la segunda división de ABA League con la presencia de 12 participantes. Teniendo en cuenta los resultados en las ligas nacionales y los equipos que enviaron solicitud para participar de la misma, se han elegido los equipos que participarán.
En su primera edición compiten doce equipos, uno de ellos descendido de la ABA Liga de 2017, el Krka, otros nueve equipos seleccionados previamente y luego dos más que saldrán de dos fases previas. En la primera se enfrentarán tres equipos de Bosnia y Herzegovina, el OKK Sloboda Tuzla, el HKK Široki y el KK Mladost Mrkonjić Grad, y el ganador se unirá en una segunda fase al KK Sutjeska de Montenegro, el KK Vršac de Serbia y el KK Primorska de Eslovenia.

## Equipos Participantes
| Equipo              | Ciudad        | Arena                      | Capacidad |
| ------------------- | ------------- | -------------------------- | --------- |
| Borac               | Banja Luka    | Borik Sports Hall          | 3,060     |
| Bosna               | Sarajevo      | Mirza Delibašić Hall       | 6,500     |
| Cedevita Junior     | Zagreb        | Dom Sportova               | 3,100     |
| Helios Suns         | Domžale       | Komunalni center Hall      | 2,500     |
| Ilirija             | Ljubljana     | Tivoli Hall                | 4,500     |
| MZT Skopje Aerodrom | Skopje        | Jane Sandanski             | 7,500     |
| Pelister            | Bitola        | Sports Hall Boro Čurlevski | 5,000     |
| Podgorica           | Podgorica     | Bemax Arena                | 2,000     |
| Rabotnički          | Šenčur        | Gradski Park               | 1400      |
| Šibenka             | Šibenik       | Baldekin Sports Hall       | 900       |
| Široki              | Široki Brijeg | Pecara Sports Hall         | 4,500     |
| Sutjeska            | Nikšić        | Nikšić Sports Center       | 3,000     |
| Teodo               | Tivat         | Dvorana Župa Tivat         | 1,500     |
| Vojvodina           | Novi Sad      | SPC Vojvodina              | 7,022     |
| Joker               | Sombor        | Mostonga Hall              | 1000      |
| Zlatibor            | Čajetina      | Čajetina Sports Hall       | 500       |

| Temporada | Campeón                                 | Subcampeón    |
| --------- | --------------------------------------- | ------------- |
| 2017-18   | KK Krka                                 | KK Primorska  |
| 2018-19   | KK Primorska                            | MZT Skopje    |
| 2019-20   | Cancelado debido a Pandemia de COVID-19 | Ninguno       |
| 2020-21   | KK Studentski Centar                    | OKK Spars     |
| 2021-22   | Zlatibor                                | MZT Skopje    |
| 2022-23   | KK Krka                                 | Helios Suns   |
| 2023-24   | Spartak Office Shoes                    | Vojvodina MTS |